# Friedrich Häcker
Friedrich Häcker (* 30. September 1896 in Hörschweiler; † 18. Juli 1960 in Stuttgart) war ein deutscher Landwirt und Politiker.

## Leben
Als Sohn eines Bauern und Lehrers geboren, studierte Häcker nach dem Kriegsdienst von 1914 bis 1918 ab 1919 evangelische Theologie und Staatswissenschaften in Tübingen, dann Landwirtschaft an der Landwirtschaftlichen Hochschule Hohenheim. Während seines Studiums wurde er 1919 Mitglied der Tübinger Königsgesellschaft Roigel. 1926 wurde er in Tübingen bei Adolf Münzinger zum Dr. rer. pol. promoviert. 1926 bis 1933 war er für den Württembergischen Bauern- und Weingärtnerbund Mitglied des Württembergischen Landtages. Am Zweiten Weltkrieg nahm er von 1939 bis 1945 teil, zuletzt als Hauptmann. Nach 1945 wurde er Mitglied der CDU. 1948 wurde er Oberregierungsrat und 1955 trat er in den Ruhestand.

## Veröffentlichungen
- Über die Musterschätzung von Acker und Wiesen in Württemberg auf Grund des Gesetzes vom 28. April 1873. Ihre Bedeutung für die Beurteilung des landwirtschaftlichen Grundbesitzes. Dissertation Universität Tübingen 1926.